# Paris Masters 2022
Il Paris Masters 2022, ufficialmente Rolex Paris Masters 2022 per motivi di sponsorizzazione, è stato un torneo di tennis giocato sul cemento indoor. È stata la 50ª edizione del Paris Masters, facente parte della categoria ATP Tour Masters 1000 nell'ambito dell'ATP Tour 2022. Il torneo si è giocato al Palazzo dello Sport di Parigi-Bercy, in Francia, dal 31 ottobre al 6 novembre 2022.

## Partecipanti

### Teste di serie
| Nazionalità | Giocatore             | Ranking* | Testa di serie |
| ----------- | --------------------- | -------- | -------------- |
| Spagna      | Carlos Alcaraz        | 1        | 1              |
| Spagna      | Rafael Nadal          | 2        | 2              |
| Norvegia    | Casper Ruud           | 3        | 3              |
|             | Daniil Medvedev       | 4        | 4              |
| Grecia      | Stefanos Tsitsipas    | 5        | 5              |
| Serbia      | Novak Đoković         | 7        | 6              |
|             | Andrej Rublëv         | 8        | 7              |
| Canada      | Félix Auger-Aliassime | 9        | 8              |
| Stati Uniti | Taylor Fritz          | 10       | 9              |
| Polonia     | Hubert Hurkacz        | 11       | 10             |
| Italia      | Jannik Sinner         | 12       | 11             |
| Regno Unito | Cameron Norrie        | 13       | 12             |
| Croazia     | Marin Čilić           | 17       | 13             |
| Italia      | Matteo Berrettini     | 15       | 14             |
| Spagna      | Pablo Carreño Busta   | 14       | 15             |
| Stati Uniti | Frances Tiafoe        | 21       | 16             |

* Ranking al 24 ottobre 2022.

### Altri partecipanti
I seguenti giocatori hanno ricevuto una wildcard per il tabellone principale:
- Richard Gasquet
- Adrian Mannarino
- Arthur Rinderknech
- Gilles Simon

Il seguente giocatore è entrato nel tabellone principale con il ranking protetto:
- Stan Wawrinka

I seguenti giocatori sono passati dalle qualificazioni:

- Corentin Moutet
- Lorenzo Sonego
- Marc-Andrea Hüsler
- Oscar Otte
- Quentin Halys
- Arthur Fils
- Mikael Ymer

Il seguente giocatore è entrato nel tabellone come lucky loser:
- Fabio Fognini

### Ritiri
Prima del torneo
- Matteo Berrettini → sostituito da  Fabio Fognini
- Jenson Brooksby → sostituito da  Brandon Nakashima
- Nick Kyrgios → sostituito da  Sebastian Korda
- Gaël Monfils → sostituito da  Alex Molčan
- Reilly Opelka → sostituito da  John Isner
- Alexander Zverev → sostituito da  Andy Murray

## Partecipanti al doppio

### Teste di serie
| Nazione     | Giocatore            | Nazione       | Giocatore         | Ranking* | Testa di serie |
| ----------- | -------------------- | ------------- | ----------------- | -------- | -------------- |
| Stati Uniti | Rajeev Ram           | Regno Unito   | Joe Salisbury     | 3        | 1              |
| Paesi Bassi | Wesley Koolhof       | Regno Unito   | Neal Skupski      | 7        | 2              |
| El Salvador | Marcelo Arévalo      | Paesi Bassi   | Jean-Julien Rojer | 11       | 3              |
| Germania    | Tim Pütz             | Nuova Zelanda | Michael Venus     | 19       | 4              |
| Spagna      | Marcel Granollers    | Argentina     | Horacio Zeballos  | 23       | 5              |
| Colombia    | Juan Sebastián Cabal | Colombia      | Robert Farah      | 28       | 6              |
| Regno Unito | Lloyd Glasspool      | Finlandia     | Harri Heliövaara  | 35       | 7              |
| Croazia     | Ivan Dodig           | Stati Uniti   | Austin Krajicek   | 40       | 8              |
| India       | Rohan Bopanna        | Paesi Bassi   | Matwé Middelkoop  | 45       | 9              |

* Ranking al 24 ottobre 2022.

### Altri partecipanti
Le seguenti coppie di giocatori hanno ricevuto una wildcard per il tabellone principale:
- Sadio Doumbia /  Fabien Reboul
- Richard Gasquet /  Quentin Halys

La seguente coppia di giocatori è entrata in tabellone usando il ranking protetto:
- Santiago González /  Łukasz Kubot

Le seguenti coppie di giocatori sono entrate in tabellone come alternate:
- Sander Gillé /  Joran Vliegen
- Adrian Mannarino /  Fabrice Martin
- Miķelis Lībietis /  Luca Margaroli

### Ritiri
Prima del torneo
- Juan Sebastián Cabal /  Robert Farah → sostituiti da  Adrian Mannarino /  Fabrice Martin
- Thanasi Kokkinakis /  Nick Kyrgios → sostituiti da  Sebastián Báez /  Albert Ramos Viñolas
- Nikola Mektić /  Mate Pavić → sostituiti da  Hugo Nys /  Jan Zieliński
- Andrés Molteni /  Diego Schwartzman → sostituiti da  Miķelis Lībietis /  Luca Margaroli
- Holger Rune /  Stefanos Tsitsipas → sostituiti da  Sander Gillé /  Joran Vliegen

## Punti e montepremi
| Torneo              | V        | F        | SF       | QF      | 3T      | 2T      | 1T      | Q      | Q2     | Q1   |
| Singolare           | 1000     | 600      | 360      | 180     | 90      | 45      | 10      | 25     | 16     | 0    |
| Premi in denaro (€) | €336 030 | €187 000 | €106 000 | €60 000 | €36 000 | €22 000 | €13 700 | €7 625 | €4 500 | N.D. |
| Doppio              | 1000     | 600      | 360      | 180     | N.D.    | 90      | 0       | N.D.   | N.D.   | N.D. |
| Premi in denaro (€) | €70 000  | €50 000  | €34 000  | €23 300 | N.D.    | €15 250 | €9 400  | N.D.   | N.D.   | N.D. |

## Campioni

### Singolare
Holger Rune ha sconfitto in finale  Novak Đoković con il punteggio di 3-6, 6-3, 7-5.
• È il terzo titolo in carriera e in stagione per Rune.

### Doppio
Wesley Koolhof /  Neal Skupski hanno sconfitto in finale  Ivan Dodig /  Austin Krajicek con il punteggio di 7–6(5), 6-4.